# خالد النفيسة
خالد النفيسة لاعب كرة قدم سعودي.
لعب لنادي الهلال السعودي منتصف الثمانينات الميلادية بعد تسجيله في قطاع الناشئين.

## مشواره مع الهلال
شارك مع الفريق الأول وحقق معه بعض البطولات منها الدوري الممتاز 1988 وكأس الملك 1989 والبطولة الآسيوية 1992، وحقق كأس هداف بطولة ناشئي الخليج للأندية في الكويت 1988.

## مشواره مع المنتخب
شارك مع منتخب الناشئين بعد تسجيله في الهلال.

## مشواره بعد الاعتزال
اعتزل اللعب عام 1992.